# Fredrik Kessiakoff
Fredrik Carl Wilhelm Kessiakoff (ur. 17 maja 1980 w Nacka) – szwedzki kolarz szosowy i górski, brązowy medalista mistrzostw świata i trzykrotny medalista mistrzostw Europy MTB.

## Kariera
Pierwszy sukces w karierze Fredrik Kessiakoff osiągnął w 2005 roku, kiedy wspólnie z kolegami z reprezentacji zdobył brązowy medal w sztafecie podczas mistrzostw Europy w kolarstwie górskim w Kluisbergen. Wynik ten Szwedzi z Kessiakoffem w składzie powtórzyli na rozgrywanych rok później mistrzostwach Europy w Limosano, a indywidualnie Fredrik w tym samym roku zdobył brązowy medal na mistrzostwach świata w Rotorua. W zawodach tych wyprzedzili go jedynie Francuz Julien Absalon oraz Szwajcar Christoph Sauser. Ostatni medal zdobył podczas mistrzostw Europy w Kapadocji w 2007 roku, gdzie w cross-country był trzeci za José Antonio Hermidą z Hiszpanii i Julienem Absalonem. W międzyczasie wystąpił na igrzyskach olimpijskich w Atenach w 2004 roku, gdzie rywalizację w cross-country zakończył na dwunastej pozycji. Brał także udział w igrzyskach w Pekinie w 2008 roku, gdzie w tej samej konkurencji był siedemnasty. Startował także w zawodach Pucharu Świata w kolarstwie górskim, zajmując między innymi trzecie miejsce w klasyfikacji generalnej sezonu 2005. Ponadto zajmował czwarte miejsca w cross-country na mistrzostwach świata w Livigno w 2005 roku i mistrzostwach świata w Fort William w 2007 roku. W latach 2001−2008 ośmiokrotnie zwyciężał na mistrzostwach Szwecji w MTB. 
Od 2008 roku startuje głównie w wyścigach szosowych. Do jego największych sukcesów należy zaliczyć zwycięstwo w wyścigu Dookoła Austrii w 2011 roku, drugie miejsce w Giro dell’Emilia i trzecie w wyścigu Mediolan-Turyn w 2012 roku. W 2012 roku wystąpił także na szosowych mistrzostwach świata w Valkenburgu, gdzie zajął piąte miejsce w indywidualnej jeździe na czas i piętnaste w wyścigu ze startu wspólnego.

## Najważniejsze zwycięstwa i sukcesy
- 2001
  -  1. miejsce w mistrzostwach Szwecji w MTB (jazda indywidualna na czas)
- 2002
  -  1. miejsce w mistrzostwach Szwecji w MTB (jazda indywidualna na czas)
- 2004
  -  1. miejsce w mistrzostwach Szwecji w MTB (XC)
- 2006
  -  1. miejsce w mistrzostwach Szwecji w MTB (XC)
  - 3. miejsce w mistrzostwach świata MTB elite (XC)
- 2007
  -  1. miejsce w mistrzostwach Szwecji w MTB (jazda indywidualna na czas)
  -  1. miejsce w mistrzostwach Szwecji w MTB (XC)
  - 3. miejsce w mistrzostwach Europy MTB (XC)
- 2008
  -  1. miejsce w mistrzostwach Szwecji w MTB (jazda indywidualna na czas)
  -  1. miejsce w mistrzostwach Szwecji w MTB (XC)
- 2009
  - 4. miejsce w Tour de Langkawi
  - 9. miejsce w Tour de Romandie
- 2011
  - 1. miejsce w Tour of Austria
    - 1. miejsce na 2. etapie
- 2012
  - 1. miejsce na 7. etapie (ITT) Tour de Suisse
  - 1. miejsce na 11. etapie (ITT) Vuelta a España
  - 2. miejsce w Giro dell’Emilia
  - 3. miejsce w Mediolan-Turyn
  - 5. miejsce w mistrzostwach świata (jazda indywidualna na czas)